# Усадьба Морозова на улице Александра Солженицына
Усадьба Морозова — городская усадьба в Москве по адресу улица Александра Солженицына дом 27. Объект культурного наследия федерального значения.

## История
Дом в Алексеевской слободе на улице Большая Алексеевская (которая сейчас носит имя Александра Солженицына) построили купцы Василий и Павел Челышевы. Здание было возведено в 1820—1830-х годах на основе более старого здания конца XVIII века. В 1835 году новыми владельцами усадьбы стали владельцы соседнего с ней особняка купцы и промышленники Алексеевы.
В 1860 году Абрам Абрамович Морозов приобрёл дом у Алексеевых и переехал в него со своей женой Варварой Алексеевной (урождённой Хлудовой). В этом доме родились их сыновья Иван, Михаил и Арсений. Земельный участок Морозовых был достаточно велик и лежал до улицы Малая Алексеевская (сейчас улица Станиславского). Пользовавшиеся популярностью во второй половине XIX века среди всех Морозовых архитекторы Николай Васильевич Розов и Михаил Николаевич Чичагов являются авторами усадебных построек, возведённых в имении в разные годы. Фасад главного дома был переоформлен в необарочном стиле, у владения появилась сохранившаяся до настоящего времени ограда с воротами.
После кончины А. А. Морозова в 1882 году его жена купила землю на Воздвиженке и заказала строительство там особняка архитектору Р. И. Клейну. После завершения работ она переехала в новый дом, эту же усадьбу частично занимает учреждённое ею в 1873 году Ремесленное училище для мальчиков им. В. А. Морозовой. В 1897 году ремесленное училище перемещается в специально для него построенные здания на Покровской (Бакунинской) улице, а усадьбу на Большой Алексеевской Варвара Алексеевна продаёт Московскому Купеческому обществу. По заказу новых владельцев архитектор Сергей Иустинович Соловьёв при участии архитектора Николая Николаевича Чернецова частично перестроил главный дом, боковые флигели были надстроены и стали четырёхэтажными. В 1907 году здесь был открыт Дом бесплатных квартир Московского Купеческого общества (Дом призрения купеческих вдов) им. Н. А. и А. А. Мазуриных.
После прихода советской власти в усадьбе были расположены коммунальные квартиры, флигели были увеличены ещё на один этаж. С 1963 года главный дом занимает ВНИИ биосинтеза белковых веществ (сейчас — ОАО «ГосНИИсинтезбелок»). Часть помещений в настоящее время занимают различные коммерческие структуры.